# Хосе Марія Морелос
Хосе́ Марі́я Море́лос (повне ім'я Хосе́ Марі́я Те́кло Море́лос-і-Пабо́н; ісп. José María Teclo Morelos y Pavón; 30 вересня 1765, Вальядолід — 22 грудня 1815, Екатепек-де-Морелос) — мексиканський римо-католицький священник, революційний лідер повстанців, керівник війни мексиканського народу за незалежність. Національний герой Мексики.

## Життєпис
Народився 30 вересня 1765 року в місті Вальядоліді (нині місто Морелія, штат Мічоакан, Мексика) у незаможній сім'ї, що мала африканське, місцеве та іспанське коріння. Його батько, Хосе Мануель Морелос-і-Роблес, тесляр родом із Зіндуріо, переважно індіанського за національним складом села, що лежало за кілька кілометрів на захід від Вальядоліда; мати, Хуана Марія Гуадалупе Перес Пабон, походила з Сан-Хуан-Баутіста-де-Апасео, також поблизу Вальядоліда.
Упродовж 1790—1795 років навчався у духовній семінарії, де був учнем Мігеля Ідальго. Викладав у початковій школі, з кінця 1790-х став сільським священником. У 1810 році, з початком народного повстання в Мексиці, приєднався до повстанських загонів Мігеля Ідальго, а після його загибелі у 1811 році очолив боротьбу за незалежність. Протягом 1812—1813 років здобув низку перемог над іспанськими військами, опанувавши Теуаканом, Оахакою, Акапулько та іншими містами.
Домагався не лише звільнення Мексики від колоніального ярма, а й проведення соціально-економічних і політичних перетворень. Вимагав конфіскації майна багатіїв та церкви. Представив національному конгресу, що зібрався за його ініціативою у вересні 1813 року, в Чильпансінго програмний документ під назвою «Почуття нації», що передбачав встановлення незалежності, здійснення ідеї народного суверенітету, скасування рабства тощо. Конгрес призначив його генералісимусом і поклав на нього функції очільника виконавчої влади, ухвалив декларацію про незалежність Мексики від Іспанії, а також декрети, що мали на меті ліквідувати феодальну експлуатацію і расову дискримінацію.
У кінці 1813 — початку 1814 року війська Морелоса зазнали поразки при спробі опанувати містом Вальядолідом, що призвело до ослаблення позицій патріотів. У листопаді 1815 року головні сили повстанців були розгромлені, а Морелос узятий у полон і страчений 22 грудня 1815 року в околицях Мехіко.

## Вшанування
- На честь Морелоса 12 вересня 1828 року місто Вальядолід дістало нову назву Морелія;
- Зображений на мексиканських купюрах 50 песо (1995—2004 років)[6].